# Томаш Полак
Томаш Полак (на чешки: Tomáš Polák) е чешки шахматист, гросмайстор.

## Биография
Роден е на 24 април 1974 година в град Бърно, тогава в Чехословашката социалистическа република, днес Чехия.
Полак е носител на четири медала от чешкото първенство по шахмат. През 2007 година спечелва надпреварата в Прага, през 2008 и 2010 година завършва на втората позиция и през 2011 година е носител на бронзовия медал.
Полак става международен майстор през 1991 година и гросмайстор през 2000 година.

## Турнирни резултати
- 2004 – Литомишл (второ място с резултат 6,5 точки от 9 възможни)[2]
- 2005 – Сплит (първо място на „Мемориал дон Иван Цвитанович“ с резултат 6,5 точки от 9 възможни)[3]
- 2008 – Сплит (трето място на „Мемориал дон Иван Цвитанович“ с резултат 6 точки от 9 възможни, колкото има вторият Дарко Дорич и на половин точка зад победителя Синиша Дражич)[4]
- 2008 – Бърно (второ място на гросмайсторски турнир с резултат 6,5 точки от 10 възможни)[5]
- 2009 – Бърно (второ място на гросмайсторски турнир с резултат 6 точки от 9 възможни, колкото има победителят Павел Шимачек)[6]